# Celekenia
Celekenia is een geslacht van uitgestorven weekdieren uit de klasse van de Gastropoda (slakken). Exemplaren van dit geslacht zijn slechts als fossiel bekend.

## Soort
- Celekenia ivanovi Andrusov, 1902 †